# كالوس الوسط (سررود الجنوبي)
کالوس الوسط (بالفارسية: کالوس وسطی) هي قرية تقع في إيران في قسم سررود الجنوبي الريفي. يقدر عدد سكانها بـ 45 نسمة بحسب إحصاء 2016.